# Mad About Music
Mad About Music (Brasil: Louca por Música / Portugal: Doida por Música) é um filme norte-americano de 1938, do gênero comédia musical, dirigido por Norman Taurog e estrelado por Deanna Durbin e Herbert Marshall.